# Анрі Треска
Анр́і Едуард Тресќа (фр. Henri Édouard Tresca; 12 жовтня 1814, Дюнкерк — 21 червня 1885), Париж) — французький інженер-механік. Вніс вагомий вклад в розвиток теорії пластичності.

## Біографічні дані

Порівняння критеріїв пластичності Треска і фон Мізеса

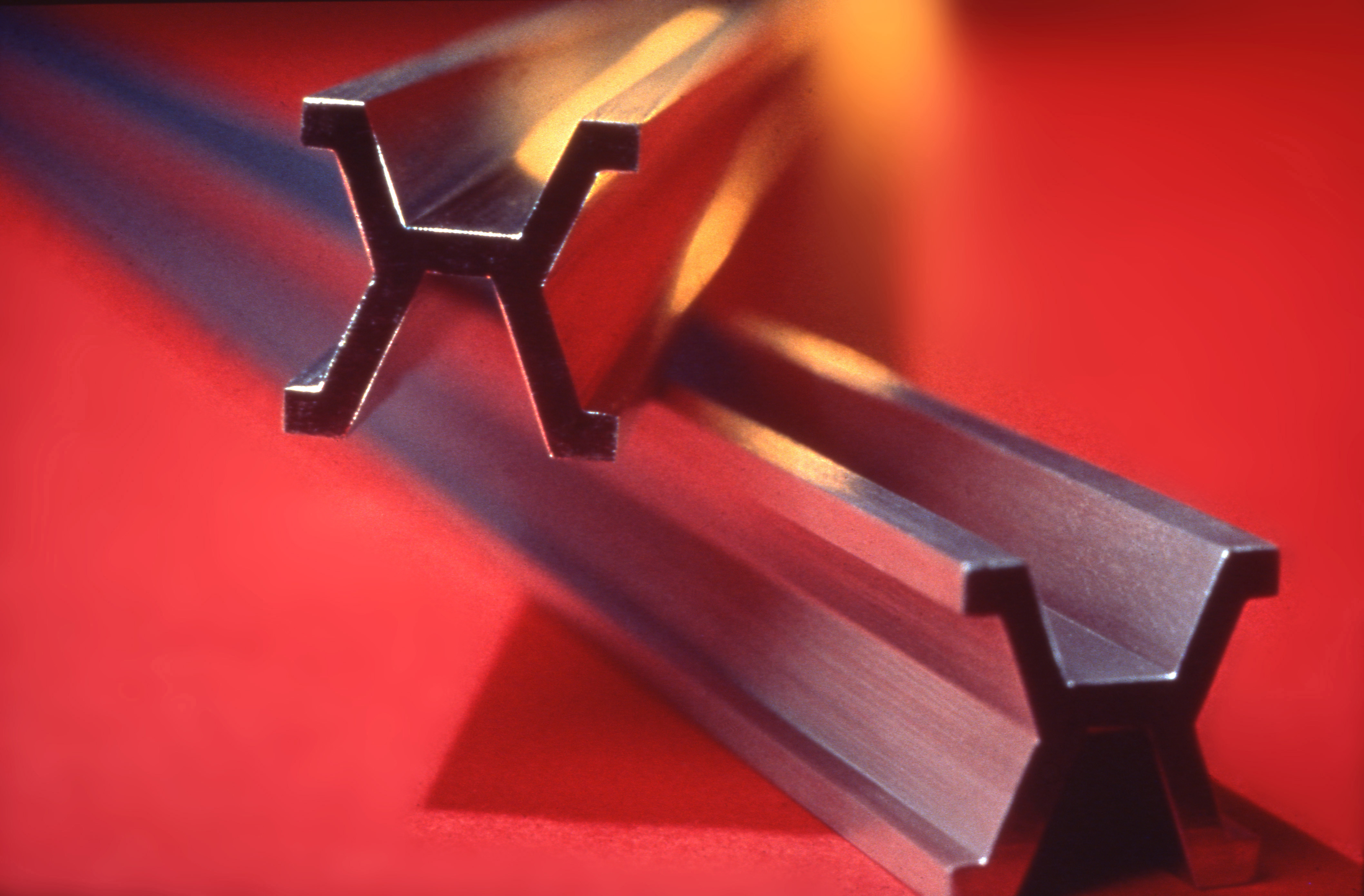
Міжнародний еталон метра конструкції А.Треска, що був у вжитку з 1889 по 1960-ті роки.

У 1833 закінчив Політехнічну школу. У 1852 став працювати інженером у Вищому ремісничому училищі, пізніше став помічником директора училища, у 1864 — старшим фізиком-експериментатором. Професор Національної консерваторії мистецтв і ремесел у Парижі. У 1872 обраний у Паризьку академію наук. А. Треска було обрано (1882) почесним членом Американського товариства інженерів-механіків (ASME — American Society of Mechanical Engineers).

## Наукові здобутки
А.Треска започаткував основи теорії пластичності, провівши великий обсяг експериментальних досліджень пресуванням і пробиванням металевих зразків. Він експериментально встановив, що пластичні деформації у загальному випадку складного напруженого стану виникають тоді, коли найбільше дотичне напруження досягає половини границі текучості при одновісному розтягу.
Цей критерій появи пластичний деформацій має назву критерій пластичності Треска або третя (ІІІ) теорія міцності.
{\displaystyle \ \tau _{max}={\frac {\sigma _{1}-\sigma _{3}}{2}}\leq [\tau ].\,\!}
Критерій Треска є одним з двох основних критеріїв пластичності, що використовуються в наш час. Інший важливий критерій належить фон Мізесу (IV теорія міцності).
А.Треска мав безпосереднє відношення до виготовлення нового еталона метра. Метрична конвенція 1875 року затвердила метр як міжнародну одиницю, внісши зміну в еталон. Метр тепер визначався як віддаль між двома штрихами на платиновій лінійці, а не довжиною лінійки. Ця зміна запобігала зміні еталону в результаті зношування. В 1889 році було виготовлено точніший міжнародний еталон метра із сплаву 90 % платини і 10 % іридію з Х-подібним перерізом, запропонованим А.Треска. Копії еталону було передано на зберігання в країни, де метр було визнано стандартною одиницею довжини. Цей еталон ще зберігається у Міжнародне бюро мір і ваг, хоча зараз уже не використовується.
За визначні заслуги ім'я А.Треска внесено у список 72 імен на Ейфелевій вежі

## Праці
- Discours prononcé le 24 juin 1885 aux obsèques de M. Henri-Edouard Tresca, professeur et ancien sous-directeur du Conservatoire national des arts et métiers...
- Mémoire sur le poinçoinnage des métaux et la déformation des corps solides, par H. Tresca. (Paris, Imprimerie nationale, 1872)
- Complément au Mémoire sur l'écoulement des corps solides, par H. Tresca. (Paris, Imprimerie nationale, 1871)
- Mémoire sur le rabotage des métaux, par m. Tresca ... ([Paris, Bouchard-Huzard, 187-?])
- Mémoire sur le rabotage des métaux, par m.H. Tresca. (Paris, Imprimerie nationale, 1880)
- Mémoire sur l'écoulement des corps solides / par H. Tresca. (Paris : Imprimerie impériale, 1869)
- Traité élémentaire de géométrie descriptive / par H. Tresca ; rédigé ... d'après les ouvrages et les leçons de Th. Olivier. (Paris : L. Hachette, 1852)
- Traité élémentaire de géométrie descriptive rédigé d'après les ouvrages et les leçons de Th. Olivier, par H. Tresca ... (Paris, Librairie de L. Hachette et cie, 1864)
- Visite à l'exposition universelle de Paris, en 1855 ... (Paris, L. Hachette et cie, 1855)

## Див.також
- Напруження
- Теорія пластичності
- Гюстав Ейфель
- Артюр Морен